# William Wilson Morgan
William Wilson Morgan, född den 3 januari 1906 i Bethesda, Tennessee, USA, död den 21 juni 1994 i Williams Bay, Wisconsin, var en amerikansk astronom, som gjorde stora insatser vad gäller spektralklassifikation av stjärnor.

## Biografi
Morgan utbildade sig vid Washington and Lee University men lämnade studierna innan han påbörjat sista året. Han började istället arbeta som forskningsassistent vid Yerkesobservatoriet och började ta lektioner där (Yerkes är knutet till University of Chicago). Han utexaminerades från University of Chicago 1927 med en Bachelor of Science-examen bl. a. baserat på hans resultat från Washington and Lee i kombination med hans följande kurser på Yerkes. Morgan fortsatte därefter sina forskarstudier vid Yerkes och tog sin doktorsexamen i december 1931.
Efter att ha avslutat sin doktorsexamen, fortsatte Morgan vid University of Chicago och blev biträdande professor 1936, professor 1947, och befordrades till distingerad professor 1966. Morgan var 1960-66  ordförande för Institutionen för astronomi vid University of Chicago.

## Vetenskapliga resultat
Tillsammans med Philip Keenan och Edith Kellman utvecklade Morgan MKK-systemet för klassificering av stjärnor efter deras spektra. Han utvecklade också de första systemen av klassificering för att använda de fysiska, mätbara egenskaperna hos galaxer, till skillnad från enkla, kvalitativa, uppskattningar genom observationer, som använts av Edwin Hubble. Han uppfann den numera allmänt använda cD-klassificeringen för massiva galaxer i centrum för galaxhopar. År 1970 skapade han, tillsammans med astronomen Laura P. Bautz, det fortfarande använda Bautz-Morgan klassificerings-systemet för kluster, som identifierar de som innehåller cd-galaxer som de rikaste, typ I-klusterna.
Han arbetade på Yerkes-observatoriet större delen av sin karriär, bland annat i egenskap av dess chef 1960-1963. Tillsammans med Donald Osterbrock och Stewart Sharpless, utförde han avståndsmätningar av O- och B-typ-stjärnor som bl. a. visar förekomsten av spiralarmar i Vintergatan.
Under en tid var Morgan chefredaktör för den The Astrophysical Journal, en publikation som ursprungligen startades av George Hale för att främja vetenskapligt samarbete mellan världens astrofysiker.

## Hedersbetygelser
- Brucemedaljen (1958),
- Henry Norris Russell-lektorat (1961),
- Medlem av American Academy of Arts and Sciences (1964),
- Henry Draper-medaljen av National Academy of Sciences (1980),
- Herschel-medaljen (1983),
- Namngivning av asteroiden 3180 Morgan[7].